# Bangkal
Der Bangkal war eine Masseneinheit für Gold und Silber in Singapur. Das Maß entsprach der Goldausbeute aus einem Korb Erde, wie beispielsweise im Abbaugebiet Sarawak und Sambas auf Borneo. Ausgewaschen ergab ein Korb etwa 1 ½ Unzen Gold, also ein Bangkal.
- 1 Bangkal = 2,914 Lot (Preußen = 16,667 Gramm) = 48,568 Gramm[2]